# Downtown Providence
El Downtown es el distrito económico, político y cultural central de la ciudad de la ciudad de Providence, la capital del estado de Rhode Island (Estados Unidos). Limita al este con Canal Street y el río Providence, al norte con Smith Street, al oeste con la Interestatal 95 y al sur con Henderson Street. La carretera sirve como una barrera física entre el núcleo comercial de la ciudad y los vecindarios de Federal Hill, West End y Upper South Providence. La mayor parte del Downtown figura en el Registro Nacional de Lugares Históricos como Distrito Histórico del Centro de Providence.

## Historia
Originalmente conocido como "Weybossett Neck" o "Weybossett Side", el Downtown fue colonizado por primera vez por disidentes religiosos de la Primera Sociedad Congregacional en 1746. Su asentamiento estaba ubicado cerca de la actual calle Westminster.
El Downtown no fue testigo de un desarrollo sustancial hasta principios del siglo XIX, cuando Providence comenzó a competir con Newport. Las fuerzas británicas habían destruido gran parte de Newport durante la Guerra de Independencia, lo que hizo que los comerciantes de esa ciudad fueran vulnerables a la competencia de Providence.

### Autopistas y destrucción patrimonial
En 1956 comenzó la construcción de la Interestatal 195 y de la Interestatal 95. Las rutas de estas dos grandes carreteras los llevaron directamente a través de varios barrios establecidos de Providence. Durante los años siguientes, se demolieron cientos de casas y negocios y dos iglesias. Las carreteras aislaron el Downtown de los vecindarios de South Providence, West End, Federal Hill y Smith Hill, dejando la ciudad dividida.

### Declive: años 1960 y 1970
La población de Providence se redujo de un máximo de 253 504 habitantes en 1940 a solo 179 213 en 1970. La clase media blanca se alejó del Downtown y las empresas la siguieron. Para 1970, el Downtown había perdido su prestigio y era ampliamente visto como un lugar peligroso para estar después del anochecer, que carecía de estacionamiento suficiente; la mayoría de las compras y el cine se mudaron a los suburbios. Un plan maestro de 1961 llamado Downtown 1970 recomendaba la demolición masiva de propiedades. A medida que se abandonaron los hoteles y las tiendas, la Universidad Johnson & Wales compró muchas propiedades vacantes. 
En 1964, Westminster Street se convirtió en el "Westminster Mall" peatonal, en un intento de crear un ambiente de compras agradable en el Downtown. Sin embargo, este proyecto no pudo atraer a los compradores del nuevo centro comercial suburbano Midland (1968) y Warwick Mall (1972). En una década, todos los principales grandes almacenes de la calle habían cerrado, excepto Woolworth's, y en 1989 se demolió el centro comercial peatonal y la calle volvió al tráfico de vehículos. 

### Renovación

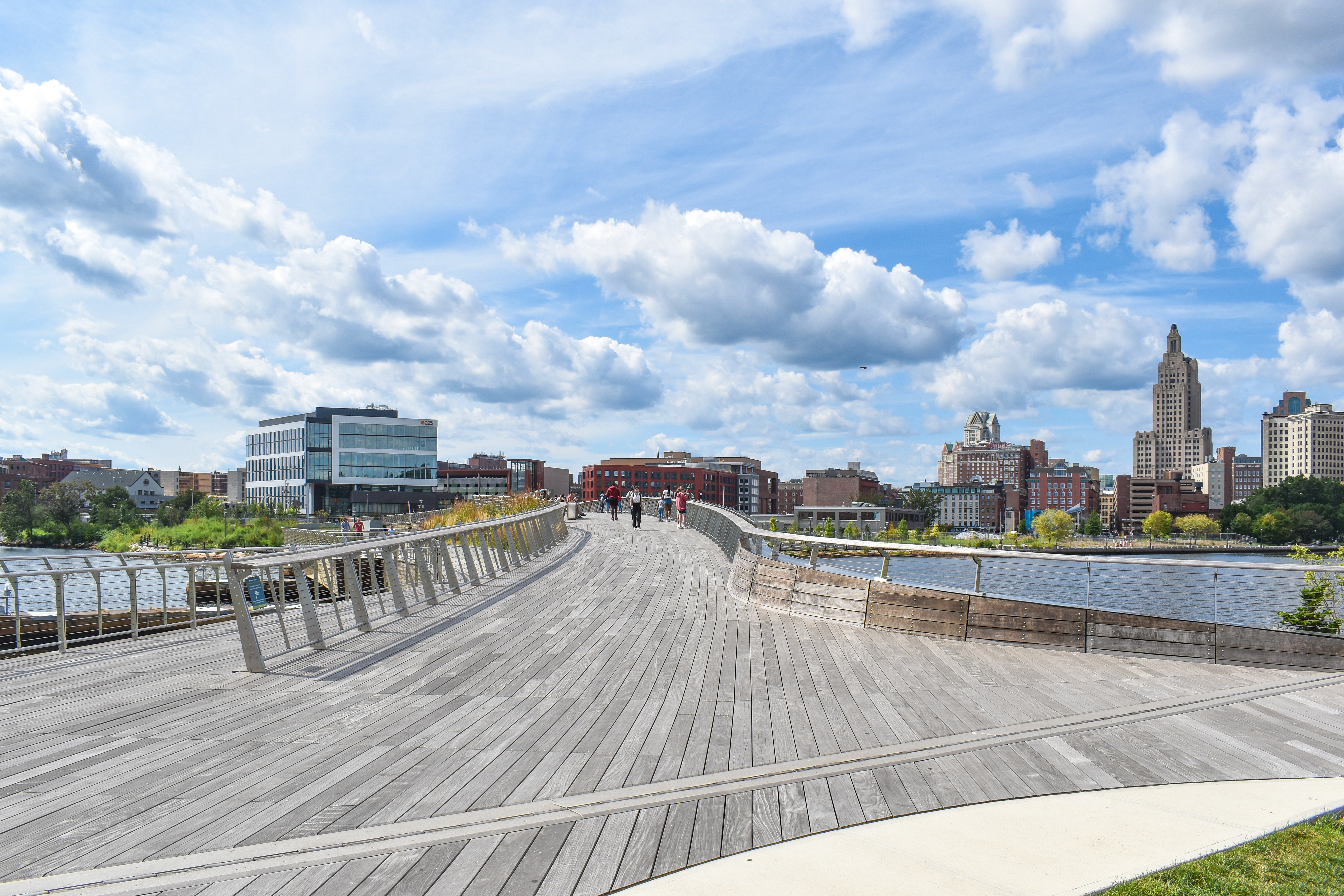
El puente conmemorativo Michael S. Van Leesten abrió en el verano de 2019

Durante la industrialización de fines del siglo XIX, una industria ferroviaria en constante expansión emanó de Union Station, lo que eventualmente resultó en la pavimentación completa de Great Salt Cove y las dos ramas del río Providence. El resultado de décadas de expansión fue el aislamiento de la Casa del Estado de Rhode Island del resto del Downtown por una imponente masa de vías férreas, a menudo conocida localmente como la "Muralla China". Como el tráfico ferroviario se redujo en un 75 por ciento en 1980, los planificadores de la ciudad vieron la oportunidad de abrir terrenos centrales para el desarrollo y volver a unificar el Downtown con el Capitolio. En 1986 se construyó una nueva estación de tren más pequeña, ubicada unos 805 m al norte de su predecesor, y las vías se eliminaron o enrutaron bajo tierra.
La nueva tierra precipitó una remodelación masiva del carácter del Downtown. Desde 1975 hasta 1982, bajo la presidencia de Vincent Cianci, Jr., se invirtieron 606 millones de dólares de fondos locales y nacionales de desarrollo Comunitario. Se eliminaron las carreteras y los ríos naturales de la ciudad se abrieron y se alinearon con un parque pavimentado con adoquines llamado Waterplace Park en 1994, que se convirtió en sede de los populares festivales WaterFire. Siguieron desarrollos privados y públicos, y la nueva área adyacente al Capitolio se conoció como "Capitol Center".
Introducido por la construcción de la nueva estación de tren (1986), el desarrollo trajo nuevos edificios: The Gateway Building (1990), One Citizens Plaza (1991), Center Place (1992), un hotel Westin y Providence Convention Center (1993), Providence Place Mall (1999), Courtyard Marriott (2000), sede de GTECH (2006), The Residences at the Westin (2007), condominios Waterplace Towers (2007) y Capitol Cove aún en construcción.
En 2007, el Renaissance Providence Hotel abrió en el edificio del Templo Masónico, que había sido abandonado en medio de la Gran Depresión medio siglo antes.
La reubicación de la Interestatal 195 (el proyecto "Iway") a principios de la década de 2000 provocó otro auge de la construcción en la década de 2010, incluido el puente conmemorativo Michael S. Van Leesten, que cruza el río Providence, y el edificio Point 225 en 2019 (también conocido como "Centro de Innovación de Wexford"), diseñado por Ayers Saint Gross, y un parque frente al río. A septiembre de 2020, varios otros edificios en el área están en construcción o propuestos.

## Demografía
Según Providence Plan, una organización local sin fines de lucro destinada a mejorar la vida en la ciudad, el 64 % de los residentes son blancos y el 8,6 % son asiáticos (ambos por encima de los promedios de toda la ciudad de 54,4 % y 6,2 % respectivamente), el 12 % de la población es afroamericana, el 11% es hispano y el 1% es nativo americano ; El 43% de los niños de las escuelas públicas hablan un idioma distinto del inglés como idioma principal.
El ingreso familiar medio es de 42 558 dólares, más de 10 000 dólares por encima del promedio de la ciudad, pero el 14 % de las familias vive por debajo del umbral de la pobreza, mientras que casi el 3,7 % recibe algún tipo de asistencia pública. Otro problema es que el 15% de los niños menores de seis años han estado expuestos a altas cantidades de plomo.

## Gobierno

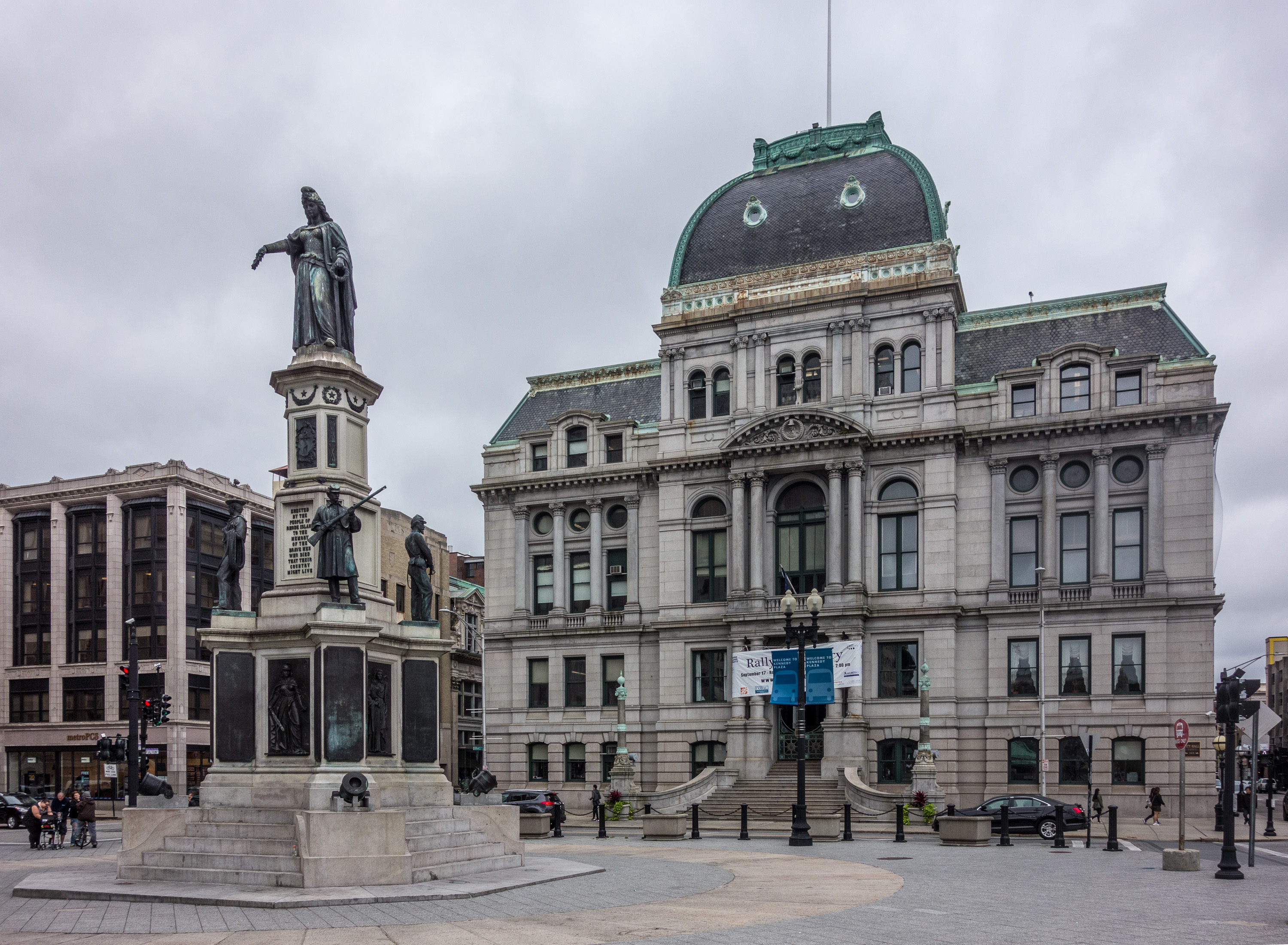
Ayuntamiento de providencia

El Ayuntamiento de Providence está ubicado en 25 Dorrance Street, en la esquina de Dorrance y Washington Street. Está inmediatamente al lado de la Plaza Kennedy y el Hotel Biltmore. Alberga el Ayuntamiento y las oficinas de algunas dependencias municipales.
La Casa del Estado de Rhode Island está ubicada en Smith Street en el extremo norte del Downtown. Incluye las cámaras de la Asamblea General de Rhode Island y la Oficina del Gobernador.
El Departamento de Educación de Rhode Island tiene su sede en el Shepard Company Building en 255 Westminster Street.

## Universidades

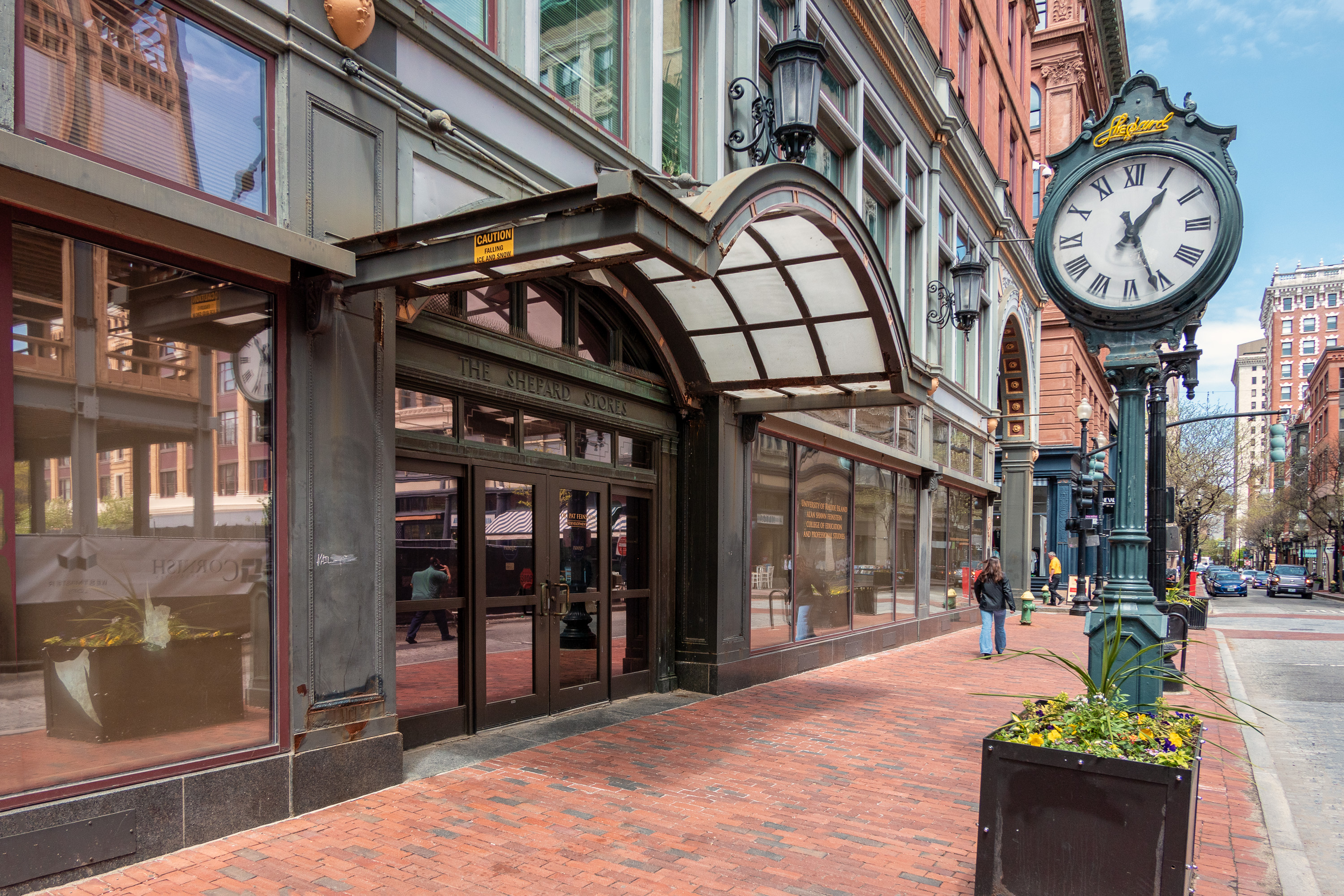
El Shepard Company Building es una antigua tienda por departamentos histórica que ahora es utilizada por la Universidad de Rhode Island.

Varias universidades tienen instalaciones en el Downtown. Éstos incluyen:
- La Universidad Brown recientemente compró varias propiedades en el Distrito de Joyería.
- Universidad Johnson & Wales tiene su campus central y más grande en el Downtown. Este campus incluye la Escuela de Negocios Johnson & Wales, la Escuela de Tecnología, la Facultad de Artes y Ciencias y la Escuela de Hospitalidad.[14]
- La Escuela de Diseño de Rhode Island (RISD), históricamente ubicada a lo largo de la ladera occidental de College Hill, ahora cuenta con amplias instalaciones en el Downtown. Estos incluyen la Biblioteca RISD, fundada en 1878, y ahora reubicada en 15 Westminster Street.[15] Los dormitorios para estudiantes universitarios y los estudios para estudiantes graduados también se encuentran en el Downtown.[16] : 21
- La Universidad Roger Williams incluye un pequeño campus en el Downtown.[17]
- El campus Feinstein Providence de la Universidad de Rhode Island está ubicado en 80 Washington Street, con otras instalaciones en el edificio Shepard. El programa lleva su nombre por cuenta de Alan Shawn Feinstein.[18]

## Deportes

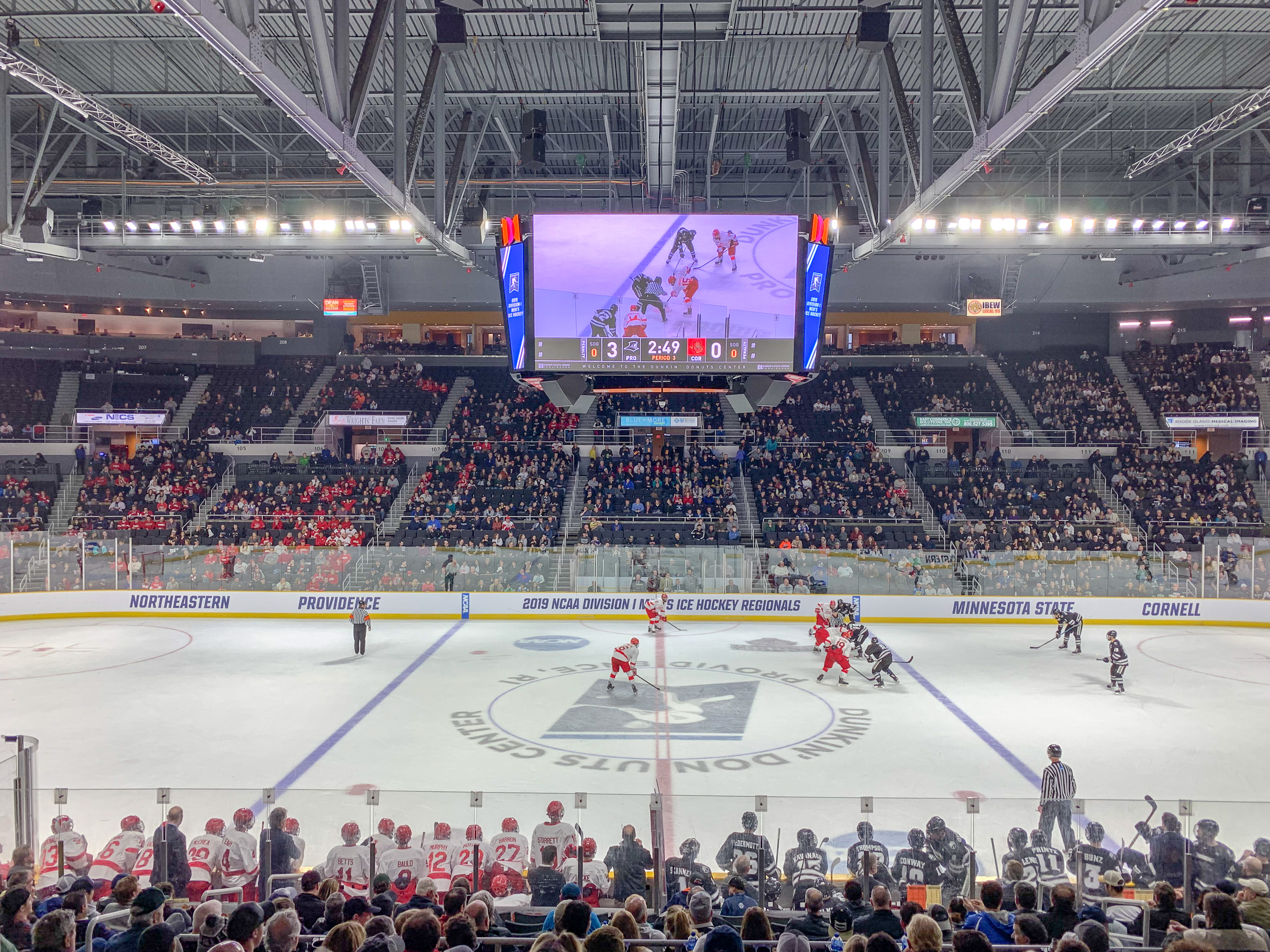
Partido de hockey en el Dunkin' Donuts Center

Los Providence Bruins de la American Hockey League y el equipo de baloncesto masculino Providence College Friars juegan en el Dunkin 'Donuts Center (anteriormente Providence Civic Center) en 1 LaSalle Square.

## Arquitectura
El Downtown tiene numerosos edificios comerciales del siglo XIX en los estilos arquitectónicos federal y victoriano, así como varios edificios posmodernos y modernistas que se encuentran en esta área. En particular, aparece una separación espacial bastante clara entre las áreas de desarrollo anterior a la década de 1980 y posterior a la década de 1980; Fountain Street y Exchange Terrace sirven como límites aproximados entre los dos.
La parte histórica del Downtown tiene muchos paisajes urbanos que aún se ven como hace 80 años. La mayoría de los edificios más altos del estado se encuentran en esta área. La estructura más grande, hasta la fecha, es el Industrial National Bank Building de estilo art déco, a 130 m Un contraste cercano es el segundo One Financial Center, construido medio siglo después. Entre los dos está 50 Kennedy Plaza. La Textron Tower es otro hito del skyline de Providence.
El Downtown también alberga el hotel Providence Biltmore y Westminster Arcade, el centro comercial cerrado más antiguo del país, construido en 1828.
Kennedy Plaza es un importante centro comercial y de transporte. Alrededor de la plaza se encuentran el Ayuntamiento, Burnside Park, el edificio Bank of America, One Financial Center, 50 Kennedy Plaza, la pista de patinaje sobre hielo Bank of America y el edificio del Tribunal de Distrito de EE. UU. La plaza en sí incluye la central de la Autoridad de Tránsito Público de Rhode Island (RIPTA) y una subestación de policía.
El Downcity Arts District incluye dos centros para las artes escénicas: el Providence Performing Arts Center y Trinity Repertory Company.

### Parques
El Downtown contiene varios parques:
- Parque Burnside está ubicado junto a la Plaza Kennedy. En su centro hay una estatua ecuestre del general de la Guerra de Secesión, el gobernador de Rhode Island y el senador de los Estados Unidos Ambrose Burnside. Junto al parque hay una pista de patinaje sobre hielo al aire libre, el Alex and Ani City Center.
- Waterplace Park se extiende desde Great Salt Cove hasta Riverwalk a lo largo del río Providence. El parque alberga festivales WaterFire.
- Station Park, un espacio verde adyacente a la Estación de Providence de Amtrak.[27]

Además, Veterans Memorial Park y Market Square, a lo largo de la frontera entre el Downtown y College Hill, a veces se cuentan como parques del Downtown.

## Galería

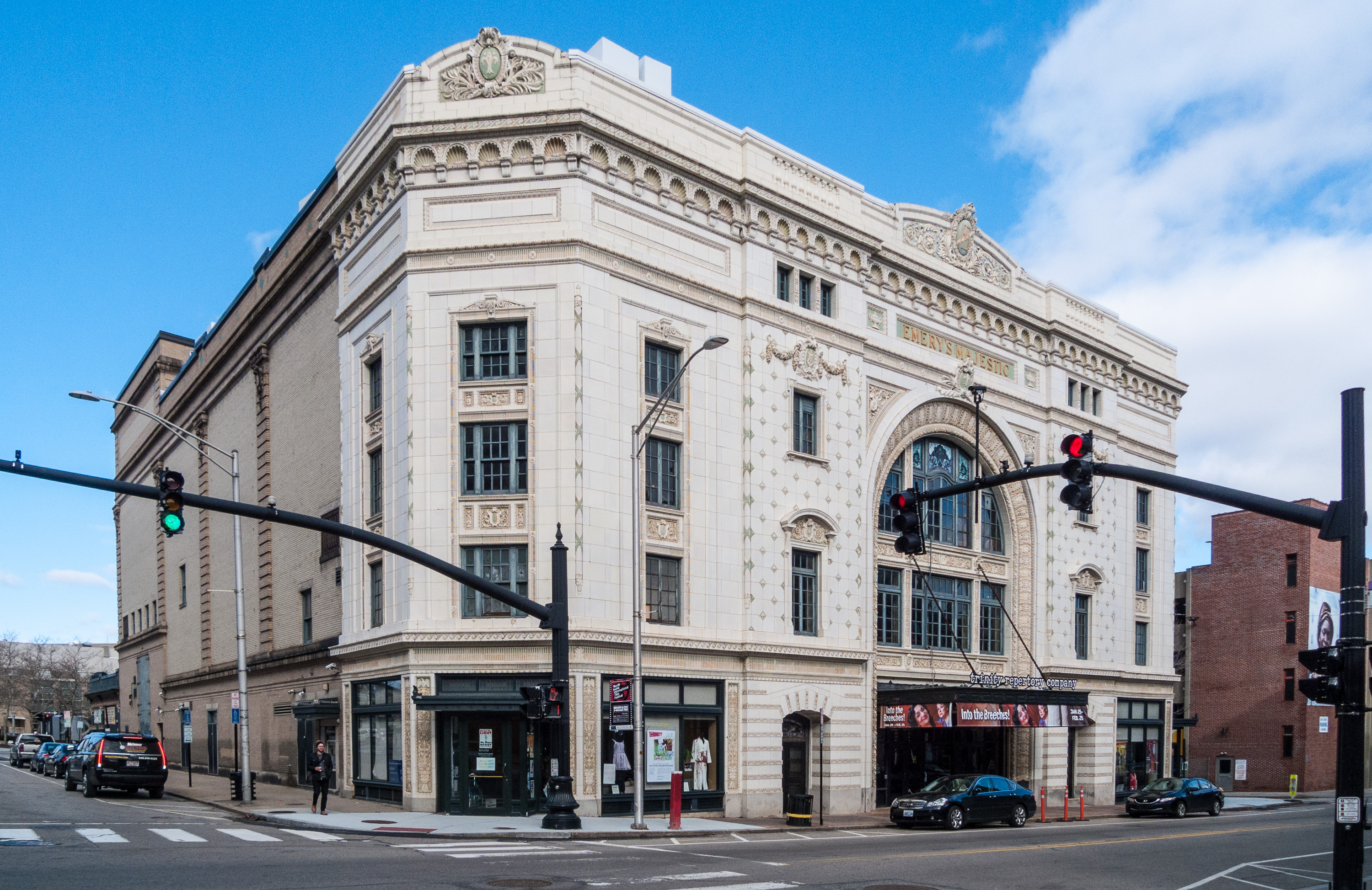
Trinity Repertory Company
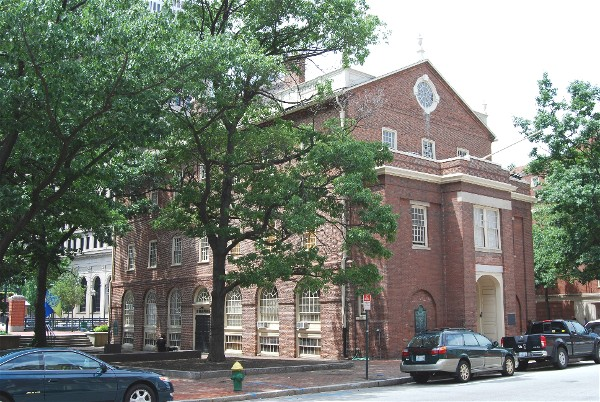
Market House
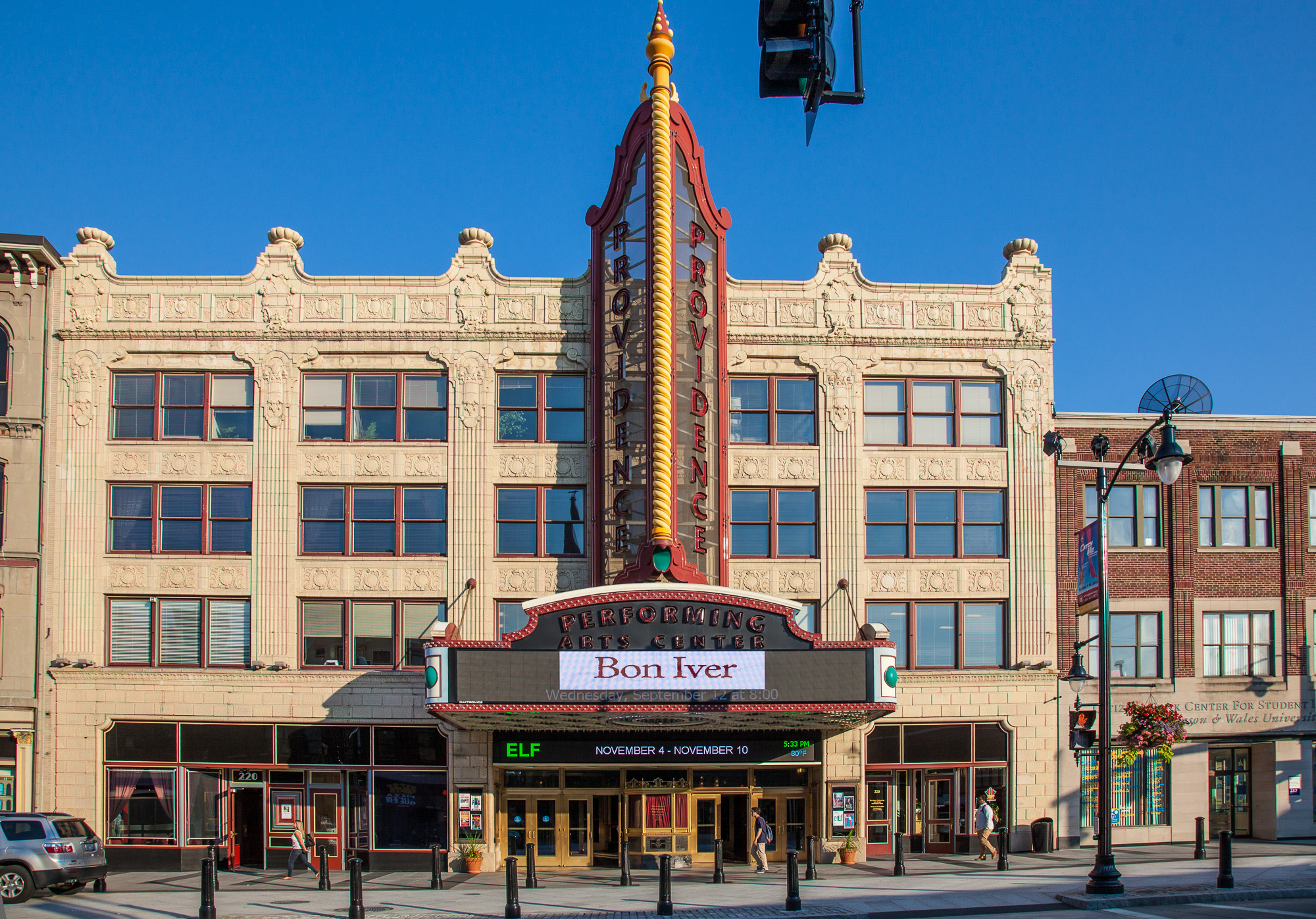
Providence Performing Arts Center
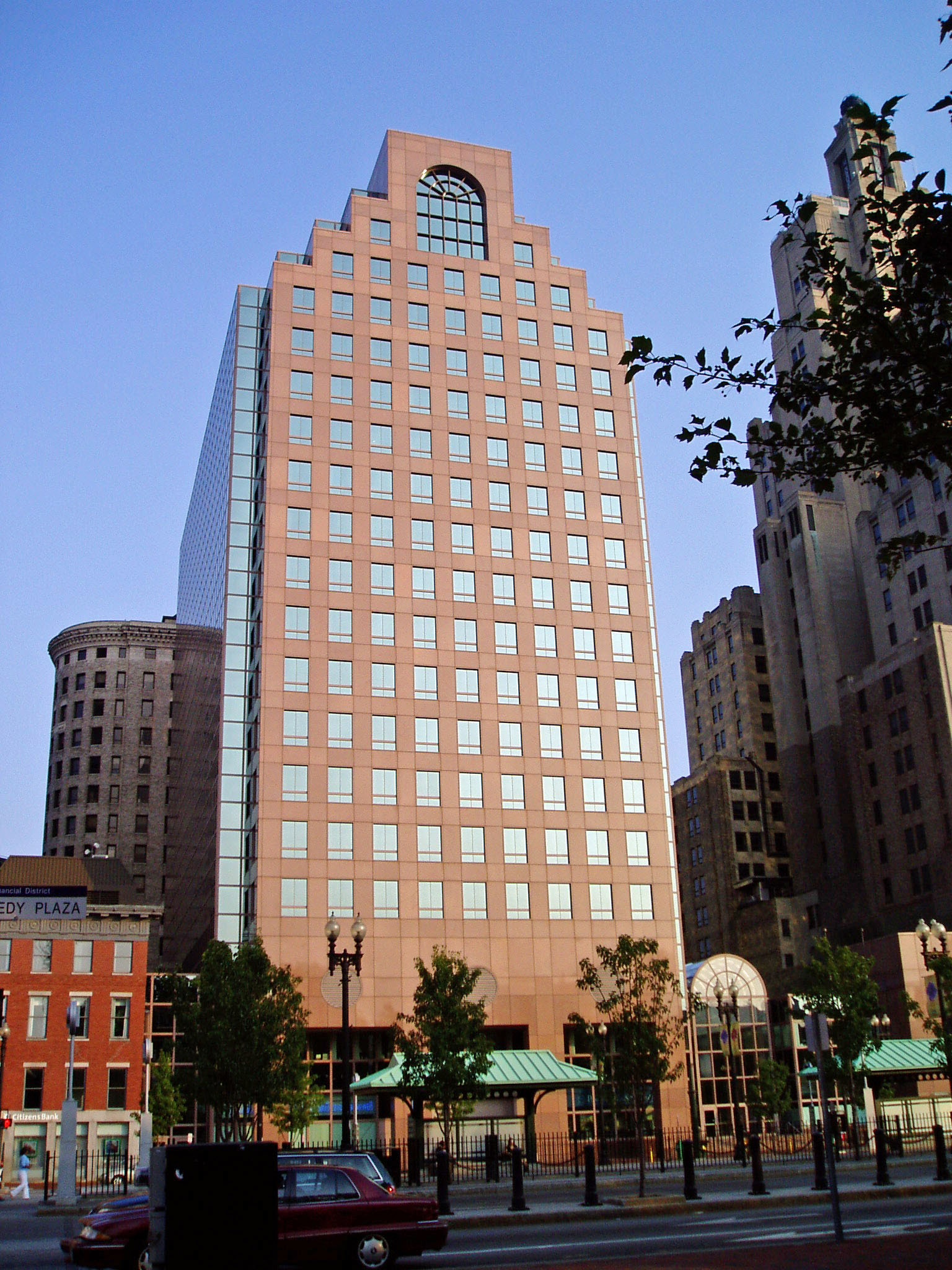
El 50 Kennedy Plaza
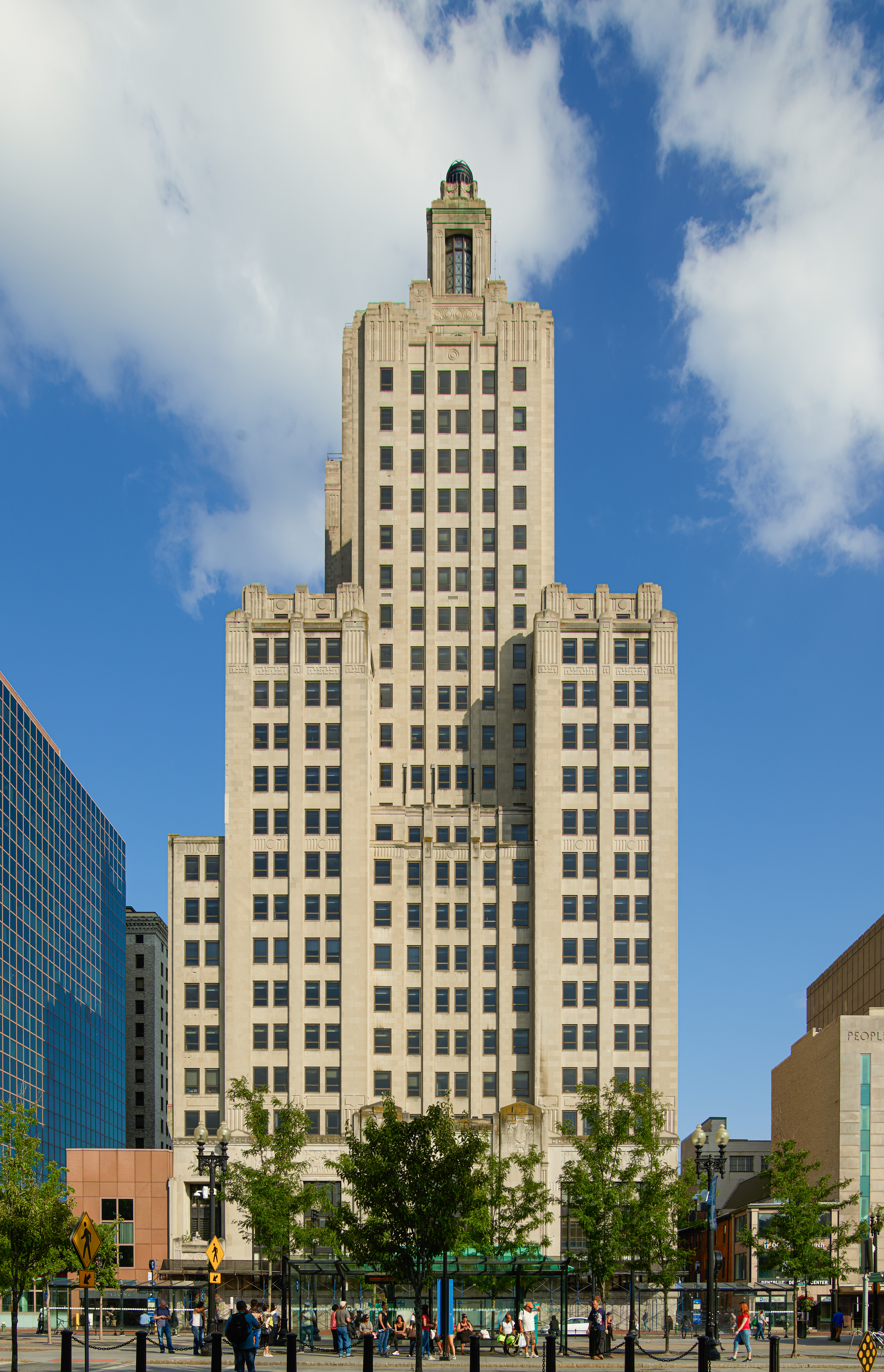
El Industrial National Bank Building
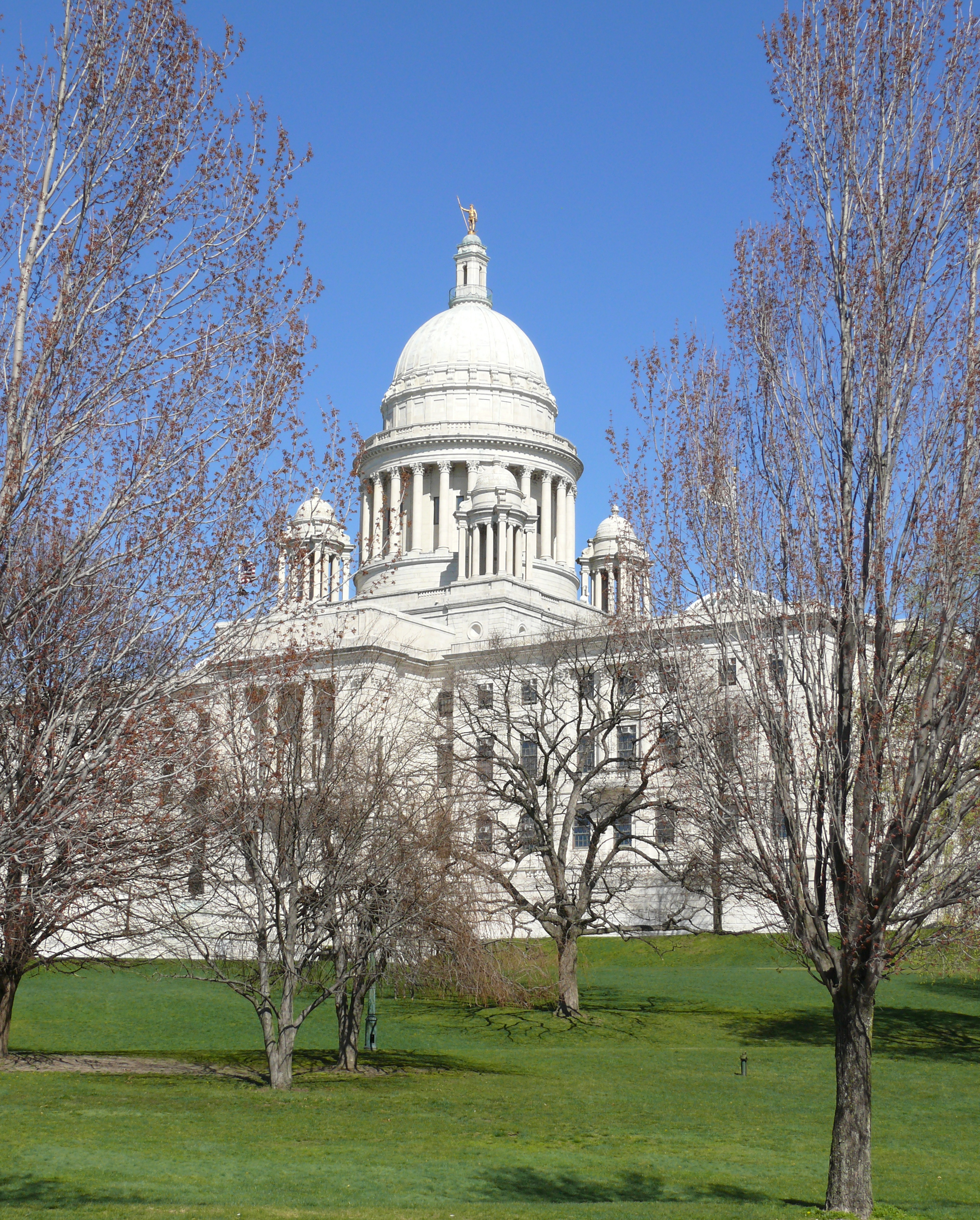
Casa del Estado de Rhode Island
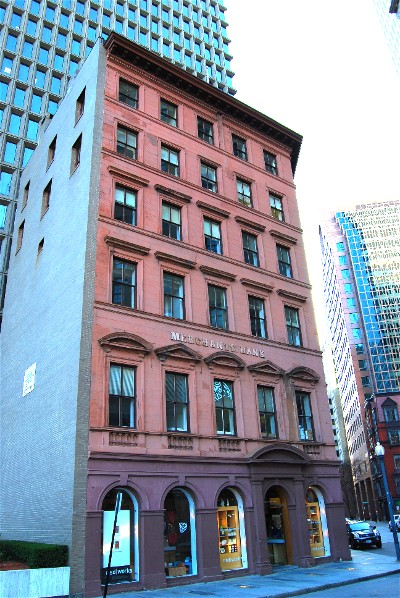
Merchants Bank Building
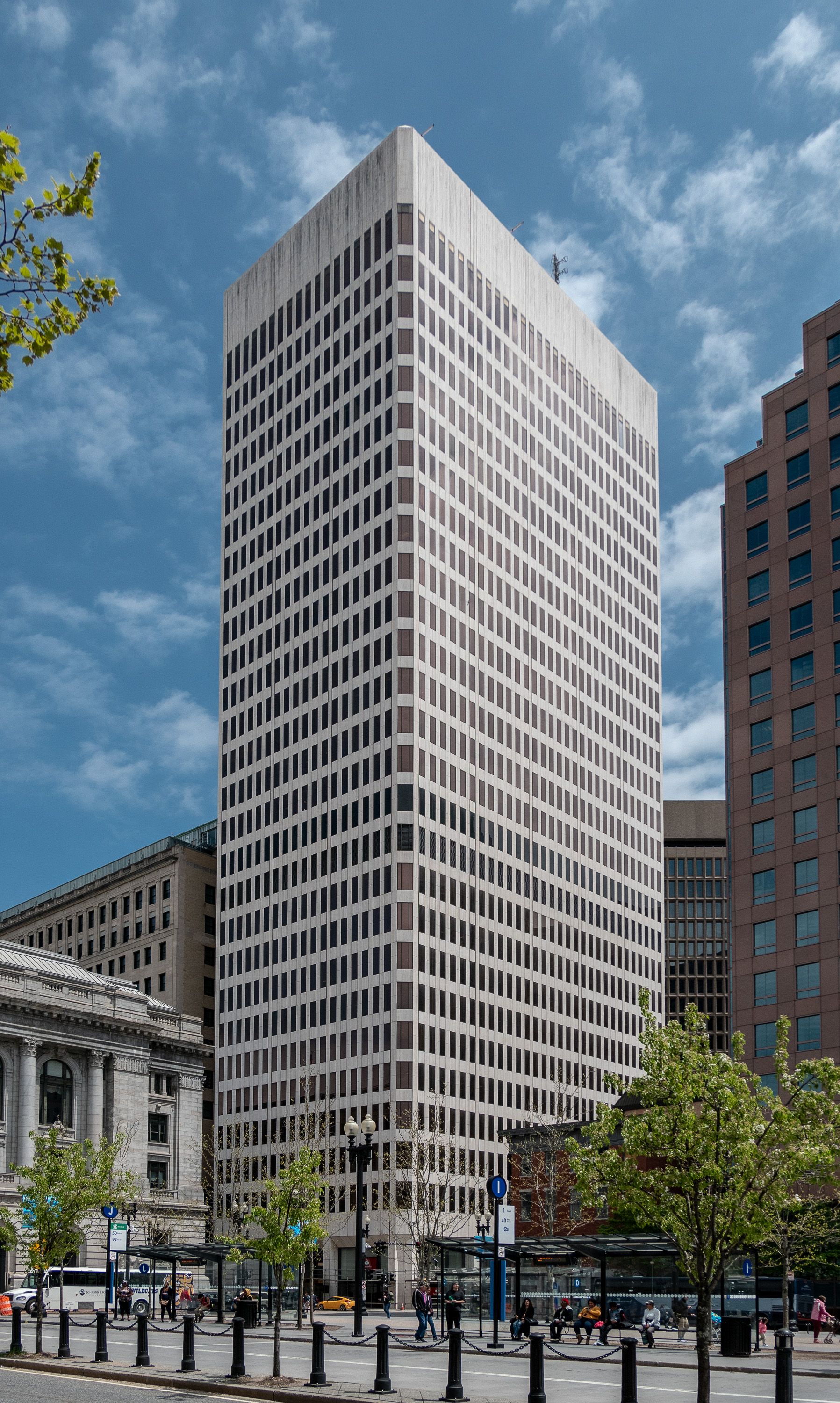
One Financial Plaza
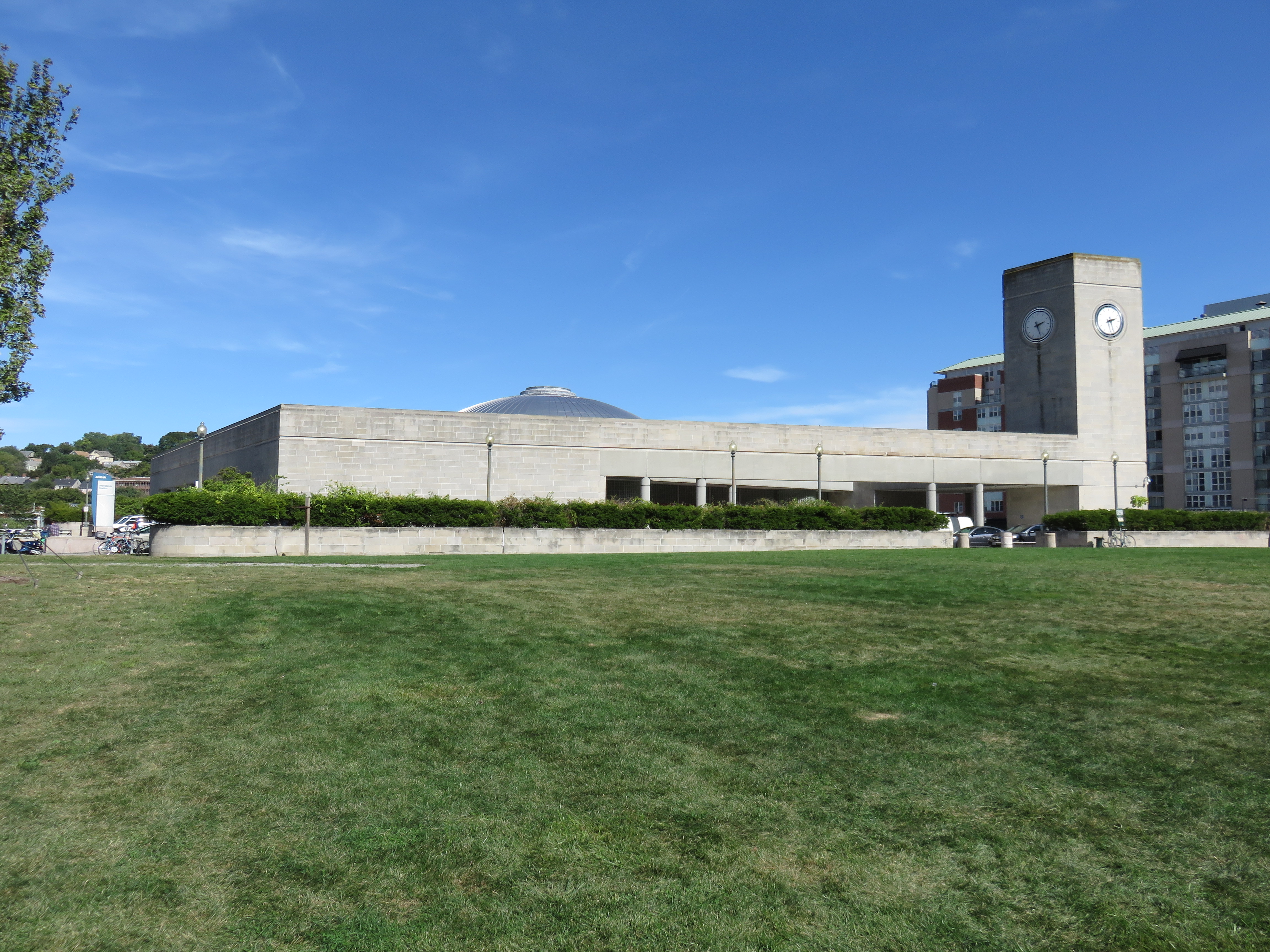
Estación de Providence
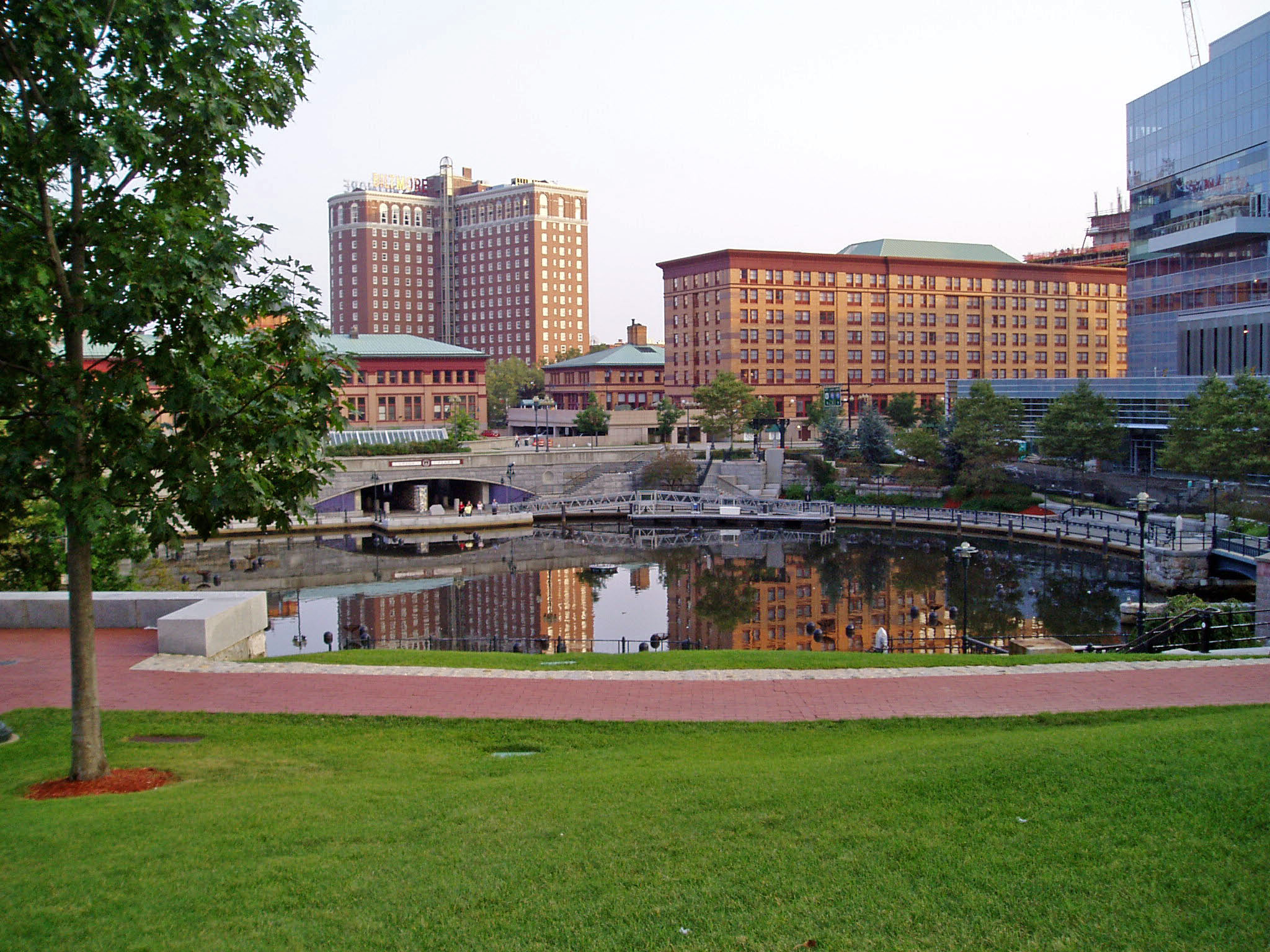
Parque Waterplace
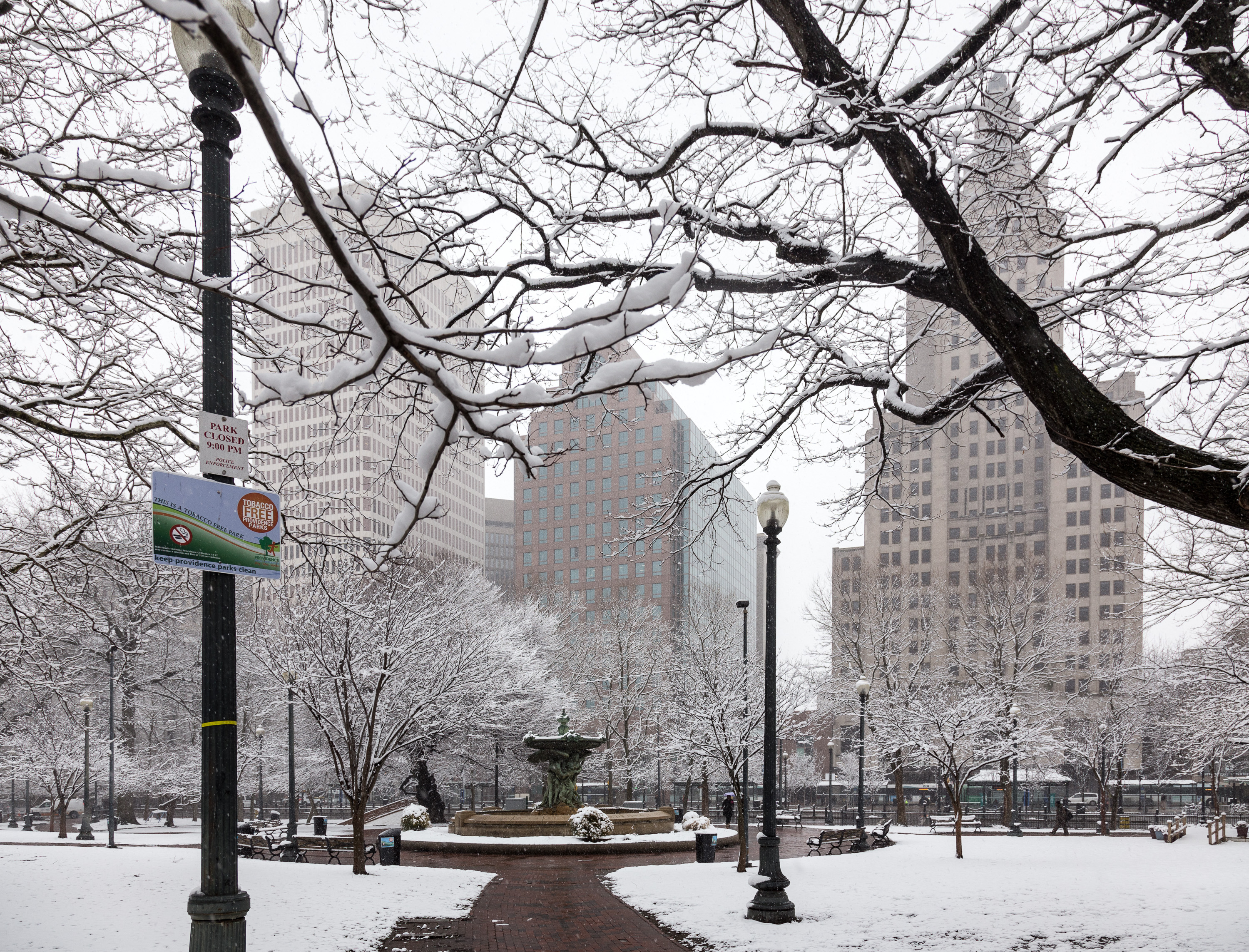
Parque Burnside